# Umění milovat (Erich Fromm)
Umění milovat je kniha slavného psychologa, filozofa a sociologa Ericha Fromma. Titul vyšel v roce 1956 a stal se nejen jedním z nejpopulárnějších Frommových děl, ale i nejvýznamnějším odborným pojednáním o lásce jako základním fenoménu lidského života.
Kniha je uvedena slovy významného lékaře a filozofa 16. století Paracelsa – „Kdo nic neví, nic nemiluje. Kdo nic neumí, nic nechápe, kdo nic nechápe, je bezcenný. Ale ten, kdo chápe, ten i miluje, všímá si, vidí… Čím hlubší poznání, tím větší láska… Kdokoli si představuje, že všechny plody dozrávají současně s jahodami, neví nic o hroznech.“
Fromm v knize představuje lásku jako schopnost nebo umění, které se dá naučit a neustále rozvíjet. Odmítá obecně přijímanou romantickou představu, že láska je něco magického, co někomu je dáno a někomu ne. Popírá i pojetí, že to je intenzivní cit, kterému se člověk pasivně oddává. Zralá láska si podle Fromma vyžaduje aktivitu, jejímž základním předpokladem je dozrání osobnosti – plné rozvinutí pokory, odvahy, víry a disciplíny.
Láska je základní lidskou potřebou a touhou. Teprve zralá láska se stává jedinou skutečně konstruktivní odpovědí na pocit odloučení a úzkostné samoty lidské existence. Dílčí nebo pomíjivou alternativou lásky jsou všechny orgiastické extatické stavy, konformní splynutí se skupinou a tvůrčí činnost. „….Jednota dosažená produktivní prací není jednota mezi osobami; jednota vytvořená orgiastickým splynutím je přechodná; jednota na základě konformity je jen pseudojednota. To jsou jen dílčí odpovědi na problém lidské existence. Plná odpověď je v dosažení splynutí mezi osobami, ve splynutí s jinou osobou, v lásce….. Touha po lásce je nejmocnějším snažením člověka. Je to nejzákladnější vášeň, je to síla, která drží pohromadě lidstvo, rod, rodinu, společnost.“
Fromm zralou lásku vymezuje i vůči symbiotickému spojení, které nedokáže zachovat celistvost a individualitu obou partnerů (může mít aktivní nebo pasivní formu – ovládnutí nebo podřízení). Zralá láska je založena svobodě.
Aktivní charakter lásky v obecném smyslu slova si vždy zachovává 4 hlavní znaky, i když láska může nabývat různé formy. Těmito znaky je péče, odpovědnost, respekt a znalost. Péče je nejlépe patrná na příkladu mateřské lásky, představuje základní starostlivost o blahobyt milované osoby. Odpovědnost vyjadřuje přesah, kdy z vlastní vůle přijímám život milovaného člověka jako jeden ze svých zájmů. Činí-li tak člověk s respektem, nemá tendence druhého ovládat či vlastnit, pouze podporuje to, co je pro druhého důležité. Fromm zdůrazňuje aspekt znalosti: „Péče a odpovědnost by byly slepé, kdyby je nevedla znalost. Znalost by byla planá, kdyby nebyla motivována péčí. Je mnoho vrstev znalosti – znalost, která je složkou lásky, nezůstává na povrchu, nýbrž proniká k jádru.
Umění milovat znamená především dávat. Akt dávání je zdrojem radosti pro obě strany. „Co dává jeden člověk druhému? Dává sám sebe, …co je v něm živé, dává mu ze své radosti, ze svého zájmu, ze svého pochopení, ze svých vědomostí, ze svého humoru, ze svého smutku – ze všech výrazů a projevů toho, co je v něm živé. Nedává, aby přijímal; dávat je samo o sobě vybraná radost. V aktu dávání se něco rodí a dárce i obdarovaný se těší z toho, co se zrodilo pro ně oba.“
Fromm v knize blíže pojednává také o několika základních formách lásky, uvádí hlavní jejich charakteristiky a odlišnosti: o lásce bratrské – vedoucí k solidaritě, lásce rodičovské – mateřské i otcovské (každý z rodičů dítě představuje umění milovat specifickým způsobem), lásce erotické a lásce k Bohu.
Velmi důležité a svým způsobem jedinečné je Frommovo pojetí sebelásky jako základního předpokladu pro rozvoj zralé schopnosti milovat druhé. Sebelásku nelze dle Fromma zaměnit se sobectvím nebo arogancí. Zdravá sebeláska taktéž nese kvality péče, odpovědnosti, respektu a znalosti – vychází z poznání vlastních silných i slabých stránek, vyžaduje základní úctu vůči životu, péči o vlastní růst. Pokud nejsme schopni milovat sami sebe, brání nám to plně rozvinout lásku vůči druhým. „Mé vlastní já musí být předmětem lásky, stejně jako jiní lidé. Kladný postoj k vlastnímu životu, štěstí, růstu, svobodě, má své kořeny ve schopnosti k lásce… Je-li člověk schopen tvůrčí lásky, miluje i sebe.“ V této souvislosti Fromm rozvíjí i úvahu o nevýlučné, univerzální povaze zralé lásky – zralá láska je všeobjímající síla. Automaticky v sobě začleňuje kvality bratrské lásky, která se nesoustřeďuje jen na několik vybraných osob, ale miluje a solidárně respektuje všechny lidi, lidství jako takové. Tento předpoklad stojí i v jádru lásky ve vztahu 2 lidí – ač jejím poutem je láska erotická, v podstatě exkluzivní, stále by měla zahrnovat i tento univerzální aspekt lásky.
Závěrem věnuje Fromm své úvahy stavu západní společnosti. Společenská orientace na konzum, na „mít“ místo na „být“, všeobecná preference individualismu, jednoduchosti a falešného pocitu bezpečí lásku devalvuje. Lidé se navzájem odcizují. A nejen to, lidé zůstávají z hlediska osobnostní zralosti vlastně dětmi. Vztahy hojně nabývají formy falešné lásky, lásky neurotické. Partneři mají nereálná očekávání, zkreslený pohled na situace a reakce, podléhají iluzím. V těchto podmínkách je velmi těžké schopnost lásky rozvinout – útěk ze vztahu a výměna partnera je často shledána jako nejjednodušší a nejpohodlnější řešení. Celkové nastavení se ovšem přenáší do dalšího vztahu. Podobnou úvahu vyjádřil Fromm i v rozhovoru S Mike Wallacem: „....Láska je v dnešní době relativně vzácný jev. O lásce panuje mnoho iluzí, mnoho sentimentality. ....Ale člověk musí v lásce plně být. Pro každého, kdo chce skutečně milovat druhého člověka, se musí láska a schopnost milovat stát tou nejdůležitější věcí v životě.“ Milovat znamená žít neustále ve stavu aktivního zájmu o milovaného člověka a o druhé. Praxe lásky je pak prací na vlastním růstu a zralosti: „Chce-li se někdo stát mistrem v umění milovat, musí začít tím, že bude cvičit kázeň, soustředění a trpělivost ve všech aspektech svého života.“ Fromm neuvádí žádné konkrétní rady, zdůrazňuje potřebu navzájem si naslouchat – věnovat si pozornost, budovat společnou intimitu, a zmiňuje i víru jako další předpoklad praxe zralé lásky: „Milovat znamená uzavřít závazek a nedostat záruku, dávat se celý v naději, že naše láska vytvoří lásku v milovaném člověku. Láska je akt víry. A kdo slabý ve víře, je slabý také v lásce.“  Vybízí ke každodenní práci, soustředění pozornosti k „malým“ záležitostem všedního života.
Úvahy Ericha Fromma o lásce jsou stále velmi aktuální a platné. Fromm píše o lásce velmi racionálně, přesto si láska ponechává svou mysteriózní rovinu. I dnes je velmi praktickou a hodnotnou inspirací pro odborníky i laiky po celém světě. V Česku kniha Umění milovat vyšla již v 7. vydání, 1. vydání v nakladatelství Orbis v roce 1966 jako svazek číslo 54 Malé moderní encyklopedie.